# Museo de Jack el Destripador
El Museo de Jack el Destripador es un museo y atracción turística inaugurado en agosto de 2015 en Cable Street (Londres), que recrea el escenario del East End de Londres victoriano en el que se produjeron los asesinatos sin resolver cometidos por Jack el Destripador en 1888, y expone algunos artefactos originales de la época, así como recreaciones en cera de escenas del crimen y decorados. El museo fue fundado por Mark Palmer-Edgecumbe, antiguo responsable de diversidad de Google.
La solicitud de planificación del proyecto lo describía como un "Museo de Historia de las Mujeres". Su cambio de enfoque a Jack el Destripador sólo se reveló cuando la fachada del edificio se hizo visible un año después, lo que provocó numerosas protestas.

## Exposiciones
La exposición, que consta de cinco salas, incluye una recreación de la comisaría de policía de Leman Street, donde los detectives intentaron identificar al asesino, del dormitorio de la víctima Mary Jane Kelly, y de la escena del asesinato de Catherine Eddowes, con una efigie del agente Edward Watkins junto a ella. En el sótano hay un depósito de cadáveres simulado con altares a las "cinco víctimas canónicas": Mary Ann Nichols, Annie Chapman, Elizabeth Stride, Catherine Eddowes y Mary Jane Kelly, así como a Emma Elizabeth Smith, Alice McKenzie y Frances Coles. Uno de los objetos expuestos es el silbato que utilizó el agente de policía Edward Watkins para pedir ayuda cuando descubrió el cadáver de Eddowes, así como la porra y el maletín de notas que llevaba.

## Historia del museo
La solicitud de cambio de uso presentada por los arquitectos de Palmer-Edgecumbe en agosto de 2014 describía los planes para convertir el edificio victoriano en desuso en el "Museo de Historia de la Mujer", que describía como el primer museo de la mujer en el Reino Unido. La solicitud incluía ilustraciones de sufragistas y activistas por la igualdad salarial, y hacía referencia al cierre de la Biblioteca de la Mujer de Whitechapel en 2013, afirmando que este museo sería "el único recurso dedicado en el East End a la historia de la mujer". La solicitud afirmaba: "El museo reconocerá y celebrará a las mujeres del East End que han dado forma a la historia, contando cómo han sido fundamentales para cambiar la sociedad. Analizará la experiencia social, política y doméstica desde la época victoriana hasta nuestros días".
Cuando se retiraron las cubiertas en 2015, los residentes locales se sorprendieron al ver en su lugar un "Museo de Jack el Destripador", dedicado a los asesinatos sin resolver de mujeres locales. No habían sido informados del cambio de enfoque del museo. Se organizaron protestas en repetidas ocasiones en el exterior, con la organización antigentrificación Class War amenazando con más protestas después de un evento de Halloween en el que se invitó a los visitantes a posar para fotografías con actores que interpretaban al asesino y sus víctimas mutiladas.
Andrew Waugh, arquitecto del museo, describió el proyecto como "basura salaz y misógina" y dijo que le habían "engañado" ofreciéndole unos honorarios bajos para trabajar en un museo dedicado a las mujeres políticas del East End. Waugh dijo que no habría tocado el proyecto "ni con un palo de golf" si hubiera sabido cómo se iba a comercializar finalmente. John Biggs, alcalde de Tower Hamlets, dijo que los funcionarios de urbanismo del ayuntamiento habían sido "engañados por el solicitante".
En 2016 se denegó a los propietarios del museo el permiso de planificación retrospectiva para su fachada comercial y se les ordenó cambiar la señalización del museo y retirar la persiana enrollable instalada sin permiso de planificación en 2015 después de que unos manifestantes destrozaran una ventana. La Inspección de Planificación consideró que la fachada de la tienda era perjudicial para Cable Street, una zona de conservación. En 2017, el museo había perdido una apelación ante el Secretario de Estado y no había cumplido con el cambio de señalización y la retirada de la persiana.
El museo defendió su postura, Palmer-Edgecumbe dijo que "Sí planeamos hacer un museo sobre la historia social de las mujeres, pero a medida que se desarrollaba el proyecto decidimos que un ángulo más interesante era desde la perspectiva de las víctimas de Jack el Destripador".
Palmer-Edgecumbe había participado en una exposición sobre el asesino en serie en el Museo de los Docklands de Londres en 2008, y fue codirector de una empresa "Jack the Ripper Museum (London) Limited" en 2012. Dijo que había "declarado claramente" durante las discusiones de planificación que el Museo de Historia de la Mujer se basaría "en gran medida" en esta exposición de Jack el Destripador, y que el documento de planificación incluía varias imágenes de la misma.
El edificio se puso a la venta en abril de 2021 y se espera que el museo cierre cuando se venda.